# دانیلا گورگولتشوا
دانیلا گورگولتشوا (انگلیسی: Daniela Guergueltcheva؛ زادهٔ ۲۰ مهٔ ۱۹۶۴) یک بازیکن تنیس روی میز اهل بلغارستان است. 
وی در مسابقات کشوری و بین‌المللی در مجموع برنده ۱ مدال طلا، ۱ مدال برنز شده‌است.